# Just Supposin'
Just Supposin' — тринадцятий студійний альбом британського рок-гурту Status Quo, який був випущений 17 жовтня 1980 року.

## Список композицій
1. What You're Proposing – 4:15
2. Run to Mummy – 3:08
3. Don't Drive My Car – 4:30
4. Lies – 3:56
5. Over the Edge - 4:29
6. The Wild Ones – 3:53
7. Name of the Game – 4:26
8. Coming and Going – 6:20
9. Rock 'n' Roll – 5:23

## Учасники запису
- Френсіс Россі - вокал, гітара
- Рік Парфітт - вокал, гітара
- Алан Ланкастер - бас-гітара
- Джон Колен - ударні